# Fliegerbrigade 31
Die Fliegerbrigade 31 (Fl Br 31) (französisch Brigade d'aviation 31 (Br av 31)), ehemals Luftwaffen Ausbildungs- und Trainingsbrigade (LW AT Br), ist ein Grosser Verband der Schweizer Luftwaffe, welcher sich um die Ausbildung der Fliegertruppen kümmert. Geführt wird die Fliegerbrigade 31 von Oberst i Gst Werner Tarnutzer.

## Geschichte
Im Rahmen der Weiterentwicklung der Armee (WEA) wurde am 1. Januar 2018 der ehemalige Lehrverband Flieger 31 und die Milizformation des Lehrverbandes Führungsunterstützung 30 (LVb FU 30) der Luftwaffe in die neu gegründete Luftwaffenausbildungs- und Trainingsbrigade (LW AT Br) vereinigt. Anfang 2023 wurde die Brigade umbenannt in Fliegerbrigade 31.

## Aufgaben
Hauptauftrag der Fl Br 31 ist die Ausbildung der Fliegertruppen. Insofern ist sie ein Spezialfall: Es handelt sich um die einzige Organisationseinheit mit primärer Ausbildungsaufgabe ausserhalb des Kommandos Ausbildung (Kdo Ausb) bzw. innerhalb des Kommandos Operationen (Kdo Op).
Unter die Aufgaben der Fl Br 31 fallen:
- die Ausbildung der Miliz in den Funktionen des Fliegerbodenbereiches,
- die Grundausbildung der Berufsmilitärpiloten,
- der Erhalt der Sprungdienst-Kompetenz für die Armee,
- die Führung und Ausbildung der Durchdiener für ihre eigenen Bedürfnisse sowie zugunsten des Einsatzes Luftwaffe und
- die Unterstützung von SPHAIR (Piloten- und Fallschirmspringerselektion).

Die Milizformationen der Fl Br 31 sind für die Überwachung des Schweizer Luftraumes verantwortlich. Die Mob LW Radar Abt 2 kann den mittleren Luftraum mit dem mobilen Radarsystem TAFLIR überwachen. Die LW Na Abt 1 und 2 überwachen jene Gebiete im unteren Luftraum, die im Radarschatten des TAFLIR liegen. Hierzu beobachten die Na Kompanien den Luftraum von dezentralen Nachrichtenposten im Gelände aus. Die Wet Kompanien liefert mit Wetterballonsondierungen und Beobachtungsposten Wetterdaten und erstellt Prognosen für die ganze Armee. Die EZ Betr Kompanien sind für den Aufbau eines Übermittlungsnetzes verantwortlich um den Kommandanten der Luftwaffe mit den Flugplätzen und Nachrichtenposten zu verbinden. Die SIGINT Kompanien werten den Flugverkehr sowie Radarsignale von Flugzeugen und -systemen im gesamten Interessenraum der Schweizer Armee aus.

## Gliederung
Die Fl Br 31 besteht aus der Stabskompanie, dem Milizstab, vier Schulen und drei Milizformationen:

### Luftwaffen Offiziersschule (LW OS)
Die LW OS ist für die Ausbildung der angehender Luftwaffenoffiziere zuständig. Jährlich bildet sie rund 100 Leutnants der Flieger-, Fliegerabwehr- und Nachrichtentruppen in 27 technischen Funktionen aus. Die Schule wird geführt von Oberst i Gst Tony Schmid und befindet sich in der Theodor-Real-Kaserne in Dübendorf. Ihr Motto ist «Wer kämpft kann verlieren. Wer nicht kämpft hat schon verloren!» (Bertolt Brecht).

### Fliegerschule 81 (Fl S 81)
Die Fl S 81 ist für die Ausbildung von Soldaten und Kader vor allem in den Bereichen Betrieb, Wartung und Schutz von Luftfahrzeugen zuständig. Die Schule befindet sich in der Fliegerkaserne Payerne. Sie besteht aus dem Waffenplatz Kommando Payerne, dem Stab, der Flieger Rekrutenschule 81 (Fl RS 81), der Flieger Unteroffiziersschule 81 (Fl UOS 81), einer Flieger- und Fliegersupportkompanie sowie einer Lufttransport- und Lufttransportsupportkompanie.

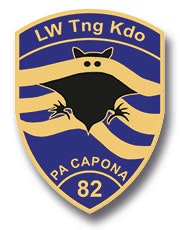
Badge des LW Tng Kdo 82

### Luftwaffentrainingskommando 82 (LW Tng Kdo 82)
Das LW Tng Kdo 82 bildet Soldaten und Kader in den Bereichen Radar, Nachrichtenbeschaffung, Signalaufklärung und Übermittlung aus, welche anschliessend in den Milizformationen der Fliegerbrigade 31 eingeteilt werden. Sie besteht aus dem Waffenplatz Kommando Dübendorf, dem Stab, der Luftwaffen Nachrichten Rekrutenschule 82 (LW Na RS 82) und der Luftwaffen Nachrichten Unteroffiziersschule 82 (LW Na UOS 82). Standort der Schule ist die Theodor-Real-Kaserne in Dübendorf.

#### Badge des LW Tng Kdo 82
Der Badge des LW Tng Kdo 82 ist zeigt eine schwarze Fledermaus auf einem blauen Hintergrund mit 3 gelben Streifen. Die Fledermaus symbolisiert den Sammler und Jäger. Mit ihren empfindlichen Ohren kann sie, mittels selbst erzeugtem Ultraschall, ihre Umgebung wahrnehmen und auch nachts jagen. Sie steht für den LW Na Soldaten, der unermüdlich, bei Tag und Nacht, in allen Dimensionen und Sphären Nachrichten beschafft, damit die Luftwaffe fliegen kann. Die drei gelben Streifen sind die "quergestellten" Schwingen auf dem Badge der Fl Br 31. Auf dem Tarnanzug wird der Badge mit grünem statt blauem Hintergrund getragen.

### Pilotenschule Luftwaffe 85 (Pil S LW 85)
Die Pil S LW 85 ist  für die Auswahl, die Grundausbildung (einschliesslich der zivilen Linienpilotenausbildung) sowie die Weiterausbildung von Berufsmilitärpiloten und Berufsmilitärpilotinnen der Schweizer Luftwaffe verantwortlich. Sie befindet sich auf dem Militärflugplatz Emmen. Die Berufsschule bildet die angehenden Piloten und Pilotinnen in den Bereichen Jet und Helikopter in den grundlegenden fliegerischen Fähigkeiten aus. Dies umfasst sowohl den theoretischen Unterricht als auch das praktische Flugtraining.

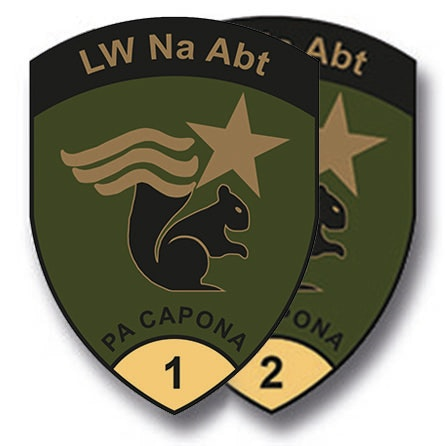
Badge der Luftwaffen Nachrichten Abteilungen 1 und 2

### Luftwaffen Nachrichten Abteilung 1 (LW Na Abt 1) und Luftwaffen Nachrichten Abteilung 2 (LW Na Abt 2)
Die Milizformationen LW Na Abt 1 und 2 sind für die Überwachung des Schweizer Luftraumes verantwortlich. Sie sind identisch aufgebaut und enthalten jeweils sechs Kompanien. Darunter sind zwei Nachrichtenkompanien (Na), eine Wetterkompanie (Wet), eine Einsatzzentralen Kompanie (EZ Betr) und eine Kompanie der Signalaufklärung (SIGINT).

### Mobile Luftwaffen Radar Abteilung 2 (Mob LW Radar Abt 2)
Die Milizformation Mob LW Radar Abt 2 ist für den Betrieb des mobilen Radarsystem TAFLIR verantwortlich. Gemeinsam mit den LW Na Abt 1 und 2 überwacht sie den Schweizer Luftraum.

## Motto
Auf die Devise «Pa Capona» wies der Kommandant der ehemaligen Flugplatzbrigade 32, Br Philippe Henchoz, im Mai 1971 anlässlich einer Übung seines Stabes in Saviese hin. Der Ausdruck kommt aus dem Savieser Dialekt und stammt von «Ne pas caponner» ab. Er erklärte den Ausdruck mit «ne pas etre conard ou poltron, aller de l'avant, ignorer la peur». «Capon» steht für Feigling oder Angsthase, «caponner» für feige sein. Der Brigadestab setzte die Hinweise des Kommandanten in ein Emblem um, welches der damalige Adjutant, Hptm Karl A. Rupf kreierte. Das Motto wurde bei der Neugründung der LW AT Br und übernommen.

## Kommandanten
| Funktionsjahre | Rang   | Name             | Bemerkung                            |
| -------------- | ------ | ---------------- | ------------------------------------ |
| 2018–2021      | Br     | Peter Soller     |                                      |
| 2021–2024      | Br     | Peter Bruns      | Umbenennung der LW AT Br zu Fl Br 31 |
| 2024–          | Oberst | Werner Tarnutzer |                                      |